# Абебрезе, Ама
Ама Абебрезе (англ. Ama K Abebrese; род. 3 мая 1980, Гана) — ганская и британская актриса
, телеведущая и кинопродюсер. Родилась в Гане, выросла в Лондоне. В 2011 году стала обладательницей приза за лучшую женскую роль Африканской киноакадемии (AMAA Awards) за роль в фильме «Тонущие пески».
Среди фильмов в которых она играла можно отметить картину «Азали», которая была номинирована от Ганы на соискание премии «Оскар» за лучший фильм на иностранном языке; а также фильм компании Netflix «Бездомные звери» режиссёра Кэри Фукунаги. Абебрезе входит в список 20 лучших актёров и актрис Африки по версии сайта FilmContacts.com.
Более двадцати лет работает телеведущей на каналах: BBC2, OBE TV, Viasat 1, TV3, Ebonylife TV и многих других.

## Образование
Окончила среднею школу в Хаммерсмите, затем училась в танцевальной академии Burlington Danes Academy. Имеет степень бакалавра медиаискусства и драмы, полученную в Университете Святой Марии в Туикенеме.

## Карьера
Карьеру на телевидении начала с обучения в школе YCTV (Youth Culture Television) в Лондоне. Была ведущей молодёжного шоу канала BBC2 Pass da Mic и приглашённой ведущей образовательного шоу English File. После этого продолжительное время работала канале OBE TV, брала интервью у таких знаменитостей, как Харрисон Форд, Ни-Йо, Рианна и Джордж Лукас.
Среди её работ в кино — отмеченный многими международными наградами фильм «Тонущие пески». Фильм получил 12 номинаций на премии Ghana Movie Awards 2010 года, в том числе «Лучшая женская роль». В итоге фильм получил четыре награды, в том числе «Лучший фильм».
Другие важные фильмы в карьере актрисы — «lmina» и « London Get Problem». Она сыграла главную роль и стала сопродюсером фильма «Двойной крест», который получил две награды за «Лучшую операторскую работу» и «Лучшую причёску и макияж» на церемонии вручения кинонаград Ghana Movie Awards 2015 года.
Работала руководителем собственного производства и исполнительным продюсером на телеканале Viasat 1 в Гане.
Была включена в список 100 самых влиятельных африканских женщин 2014/15 годов по версии журнала C Hub.

## Фильмография
| Год     | заглавие                           | Роль          | Примечания |
| ------- | ---------------------------------- | ------------- | ---------- |
| 2018 г. | The Burial of Kojo                 | Рассказчик    |            |
| 2018 г. | Азали                              | Джоан         |            |
| 2017 г. | Lotanna                            | Зара          |            |
| 2016 г. | Sink or Swim. The Perilous Journey | Обим          |            |
| 2015 г. | The Cursed Ones                    | Чинуа         |            |
| 2015 г. | Interception                       | Ракель        |            |
| 2015 г. | Безродные звери                    | Мать          |            |
| 2014 г. | Двойной крест                      | Эффи          |            |
| 2013    | Praising the Lord, plus one        | Ребекка Комми |            |
| 2011 г. | Ties That Bind                     | Буки          |            |
| 2010 г. | Тонущие пески                      | Паби          |            |
| 2010 г. | Эльмина                            | Araba         |            |
| 2006 г. | London Get Problem                 | Камея         |            |

## Работа в рекламе
В 2014 году Ама была объявлена послом бренда Dark and Lovely в Гане.

## Общественная деятельность
Ама является основателем социальной компании «I Love My Natural Skintone». Кампания «Скажи НЕТ отбеливанию кожи», которую она запустила в 2014 году, направлена на решение проблем колоризма и поощрение африканцев и цветных людей к принятию естественного тона кожи и противодействию зачастую вредной практике отбеливания кожи.